# Gilbertiodendron
Genre
Gilbertiodendron est un genre de plantes à fleurs de la famille des Fabaceae.
Son nom rend hommage à l'ingénieur et botaniste belge Georges Gilbert.

## Liste d'espèces
Selon BioLib (24 juillet 2017) :
- Gilbertiodendron jongkindii Estrella & Devesa

Selon Catalogue of Life (24 juillet 2017) :
- Gilbertiodendron aylmeri (Hutch. & Dalziel)J.Leonard
- Gilbertiodendron barbulatum (Pellegr.)J.Leonard
- Gilbertiodendron bilineatum (Hutch. & Dalziel)J.Leonard
- Gilbertiodendron brachystegioides (Harms)J.Leonard
- Gilbertiodendron breynii Bamps
- Gilbertiodendron demonstrans (Baill.)J.Leonard
- Gilbertiodendron dewevrei (De Wild.)J.Leonard
- Gilbertiodendron grandiflorum (De Wild.)J.Leonard
- Gilbertiodendron grandistipulatum (De Wild.)J.Leonard
- Gilbertiodendron imenoense (Pellegr.)J.Leonard
- Gilbertiodendron ivorense (A.Chev.)J.Leonard
- Gilbertiodendron klainei (Pellegr.)J.Leonard
- Gilbertiodendron limba (Scott-Elliot)J.Leonard
- Gilbertiodendron limosum (Pellegr.)J.Leonard
- Gilbertiodendron mayombense (Pellegr.)J.Leonard
- Gilbertiodendron ngounyense (Pellegr.)J.Leonard
- Gilbertiodendron obliquum (Stapf)J.Leonard
- Gilbertiodendron ogoouense (Pellegr.)J.Leonard
- Gilbertiodendron pachyanthum (Harms)J.Leonard
- Gilbertiodendron preussii (Harms)J.Leonard
- Gilbertiodendron quadrifolium (Harms)J.Leonard
- Gilbertiodendron robynsianum Aubrév. & Pellegr.
- Gilbertiodendron splendidum (Hutch. & Dalziel)J.Leonard
- Gilbertiodendron stipulaceum (Benth.)Leonard
- Gilbertiodendron straussianum (Harms)J.Leonard
- Gilbertiodendron unijugum (Pellegr.)J.Leonard
- Gilbertiodendron zenkeri (Harms)J.Leonard

Selon GRIN (24 juillet 2017) :
- Gilbertiodendron bilineatum (Hutch. & Dalziel) J. Léonard
- Gilbertiodendron dewevrei (De Wild.) J. Léonard
- Gilbertiodendron limba (Scott-Elliot) J. Léonard
- Gilbertiodendron mayombense (Pellegr.) J. Léonard

Selon NCBI (24 juillet 2017) :
- Gilbertiodendron aylmeri
- Gilbertiodendron bilineatum
- Gilbertiodendron brachystegioides
- Gilbertiodendron breteleri
- Gilbertiodendron demonstrans
- Gilbertiodendron dewevrei
- Gilbertiodendron diphyllum
- Gilbertiodendron ecoukense
- Gilbertiodendron grandistipulatum
- Gilbertiodendron imenoense
- Gilbertiodendron ivorense
- Gilbertiodendron jongkindii
- Gilbertiodendron klainei
- Gilbertiodendron limba
- Gilbertiodendron maximum
- Gilbertiodendron mayombense
- Gilbertiodendron newberyi
- Gilbertiodendron obliquum
- Gilbertiodendron ogoouense
- Gilbertiodendron preussii
- Gilbertiodendron quinquejugum
- Gilbertiodendron robynsianum
- Gilbertiodendron scutatum
- Gilbertiodendron splendidum
- Gilbertiodendron stipulaceum
- Gilbertiodendron sulfureum
- Gilbertiodendron tonkolili
- Gilbertiodendron unijugum

Selon The Plant List (24 juillet 2017) :
- Gilbertiodendron aylmeri (Hutch. & Dalziel) J.Leonard
- Gilbertiodendron barbulatum (Pellegr.) J.Leonard
- Gilbertiodendron bilineatum (Hutch. & Dalziel) J.Leonard
- Gilbertiodendron brachystegioides (Harms) J.Leonard
- Gilbertiodendron breynii Bamps
- Gilbertiodendron demonstrans (Baill.) J.Leonard
- Gilbertiodendron dewevrei (De Wild.) J.Leonard
- Gilbertiodendron dinklagei (Harms) J. Léonard
- Gilbertiodendron grandiflorum (De Wild.) J.Leonard
- Gilbertiodendron grandistipulatum (De Wild.) J.Leonard
- Gilbertiodendron imenoense (Pellegr.) J.Leonard
- Gilbertiodendron ivorense (A.Chev.) J.Leonard
- Gilbertiodendron klainei (Pellegr.) J.Leonard
- Gilbertiodendron limba (Scott-Elliot) J.Leonard
- Gilbertiodendron limosum (Pellegr.) J.Leonard
- Gilbertiodendron mayombense (Pellegr.) J.Leonard
- Gilbertiodendron ngounyense (Pellegr.) J.Leonard
- Gilbertiodendron obliquum (Stapf) J.Leonard
- Gilbertiodendron ogoouense (Pellegr.) J.Leonard
- Gilbertiodendron pachyanthum (Harms) J.Leonard
- Gilbertiodendron preussii (Harms) J.Leonard
- Gilbertiodendron quadrifolium (Harms) J.Leonard
- Gilbertiodendron splendidum (Hutch. & Dalziel) J.Leonard
- Gilbertiodendron stipulaceum (Benth.) Leonard
- Gilbertiodendron straussianum (Harms) J.Leonard
- Gilbertiodendron unijugum (Pellegr.) J.Leonard
- Gilbertiodendron zenkeri (Harms) J.Leonard

Selon Tropicos (24 juillet 2017) (Attention liste brute contenant possiblement des synonymes) :
- Gilbertiodendron aylmeri (Hutch. & Dalziel) J. Léonard
- Gilbertiodendron barbulatum (Pellegr.) J. Léonard
- Gilbertiodendron bilineatum (Hutch. & Dalziel) J. Léonard
- Gilbertiodendron brachystegioides (Harms) J. Léonard
- Gilbertiodendron breteleri Burgt
- Gilbertiodendron breynei P. Bamps
- Gilbertiodendron demonstrans (Baill.) J. Léonard
- Gilbertiodendron dewevrei (De Wild.) J. Léonard
- Gilbertiodendron dinklagei (Harms) J. Léonard
- Gilbertiodendron diphyllum (Harms) Estrella & Devesa
- Gilbertiodendron ecoukense (Pellegr.) Burgt
- Gilbertiodendron grandiflorum (De Wild.) J. Léonard
- Gilbertiodendron grandistipulatum (De Wild.) J. Léonard
- Gilbertiodendron imenoense (Pellegr.) J. Léonard
- Gilbertiodendron ivorense (A. Chev.) J. Léonard
- Gilbertiodendron klainei (Pierre ex Pellegr.) J. Léonard
- Gilbertiodendron limba (Scott-Elliot) J. Léonard
- Gilbertiodendron limosum (Pellegr.) J. Léonard
- Gilbertiodendron maximum Burgt & Wieringa
- Gilbertiodendron mayombense (Pellegr.) J. Léonard
- Gilbertiodendron minkebense Burgt & Estrella
- Gilbertiodendron newberyi Burgt
- Gilbertiodendron ngouniense (Pellegr.) J. Léonard
- Gilbertiodendron obliquum (Stapf) J. Léonard
- Gilbertiodendron ogoouense (Pellegr.) J. Léonard
- Gilbertiodendron pachyanthum (Harms) J. Léonard
- Gilbertiodendron pierreanum Leonard
- Gilbertiodendron preussii (Harms) J. Léonard
- Gilbertiodendron quadrifolium (Harms) J. Léonard
- Gilbertiodendron quinquejugum Burgt
- Gilbertiodendron robynsianum Aubrév. & Pellegr.
- Gilbertiodendron scutatum Wieringa & Estrella
- Gilbertiodendron splendidum (A. Chev. ex Hutch. & Dalziel) J. Léonard
- Gilbertiodendron stipulaceum (Benth.) J. Léonard
- Gilbertiodendron straussianum (Harms) J. Léonard
- Gilbertiodendron sulfureum Burgt
- Gilbertiodendron taiense Aubrév.
- Gilbertiodendron tonkolili Burgt & Estrella
- Gilbertiodendron unijugum (Pellegr.) J. Léonard
- Gilbertiodendron zenkeri (Harms) J. Léonard